# NGC 1298
NGC 1298 is een elliptisch sterrenstelsel in het sterrenbeeld Eridanus. Het hemelobject werd op 4 januari 1864 ontdekt door de Duits-Deense astronoom Heinrich Louis d'Arrest.

## Synoniemen
- PGC 12473
- UGC 2683
- MCG 0-9-62
- ZWG 390.63
- NPM1G 02.0115